# 2008年中华人民共和国国务院政府工作报告
2008年中华人民共和国国务院政府工作报告于2008年3月5日在第十一届全国人民代表大会第一次会议中由国务院总理温家宝发表。这是温家宝发表的第五份工作报告，也是其首个总理任期内最后一份政府工作报告。

## 内容

### 财政
去年国内生产总值达24.66万亿元人民币，过去5年年均增长10.6%，跃升到世界第四位，今年增长目标为8%。但物价指数屡创新高，今年通胀控制在4.8%水平。宏观调控首要任务是防止增长由编快转为过热，防止价格由结构性上涨转为明显的通货膨胀。今年会实现稳健的财政政策、从紧的货币政策。

### 民生
财政收入比预期多7000多亿元人民币，会办好关系民生的事情：投入5625亿解决三农问题、投入1562亿元发展教育事业、投入2762亿元完善社保体系、投入832亿元改善卫生事业。

### 国防军队
提高军队应对各种安全威胁的能力，维护国家主权，不容许分裂行为。国防开支为4117亿元人民币，比上年增加17%。